# Стрельба в Драучае
Стрельба в Драучае — массовое убийство, произошедшее в деревне Драучай Ширвинтского района Литвы, 15 февраля 1998 года.
58-летний Леонард Завистонович, местный поляк, убил девять литовцев и ранил ещё одного, после чего его избили до смерти. Из-за этнической принадлежности преступника и жертв предполагалось, что преступление было политически мотивированным, однако следствие доказало, что это не соответствует действительности т.к. у Завистоновича было тяжелое психическое заболевание.

## Стрельба
Примерно в 16:00 в воскресенье Завистонович вооружился советской винтовкой ИЖ-12 и чешским карабином ZKK-601 с оптическим прицелом — оба оружия находились на законных основаниях с продлением разрешения менее чем за год до инцидента. В течение следующих получаса он зашел в четыре дома, где убил девять своих соседей и их родственников, причем всех одиночными выстрелами в голову или грудь.
Завистонович сначала отправился на самый дальний от своего дома хутор. Его владелец Йонас Барейка был застрелен в своей постели. Он также застрелил его возлюбленную Марите Руткаускене, которая в то время занималась изготовлением веников. После этого он подошел к соседу Барейкаса Леонасу Гарбатавичюсу, которого застрелил у входной двери. Его следующая остановка была на хуторе Врубляускаса, где он убил Витаутаса Врубляускаса и ранил его мать Ядвигу и сестру Зофию. Зофия Врубляускайте, которая жила в Ширвинтосе и приехала навестить семью на выходных, скончалась в ту же ночь в Ширвинтской больнице во время операции. Ядвига Врубляускене скончалась через неделю в Вильнюсской больнице Красного Креста.
Затем преступник переместился в дом Рауделюнаса, который был ближе всех к его собственному дому. Следующими жертвами стали Ванда Рауделюнене и её приехавшая в гости дочь Даля Калибатене, которая была старшим лейтенантом Министерства национальной обороны. Семья Калибайтис жила в Салининкай и гостила у семьи. Завистонович также убил собаку, которая пыталась защитить женщин. Он принес из собственного дома матрас, чтобы не ложиться на холодную землю зимой, и укрылся. Он собирался устроить засаду на Антанаса Рауделюнаса, его зятя Миндаугаса Калибатаса и его внуков Вилюса и Тадаса. Мужчины собирали дрова в соседнем лесу. Они слышали выстрелы, но не сразу забеспокоились, так как думали, что это были охотники, которые часто посещают леса. Когда четверо мужчин вышли из леса, Завистонович сначала выстрелил Миндаугасу Калибатасу в грудь. Пуля порвала плоть, но не вызвала более серьёзных внутренних повреждений. Затем преступник застрелил Вилюса, когда тот бежал на помощь отцу. Когда нападавший подошел к ним, Калибатас и Тадас набросились на него, выхватили оружие и избивали, пока он не потерял сознание.
Так как ни у кого в селе не было телефонов, Миндаугас Калибатас поехал вместе со своим сыном Вилюсом в больницу в Ширвинтосе, расположенную примерно в 15 километрах, однако Вилюс умер в пути. Больница связалась с полицией и отправила в село машины скорой помощи. Зофия Врубляускайте и Ядвига Врубляускене были найдены ещё живыми. Завистонович был арестован и скончался около 22:00 в больнице от перелома основания черепа.
В живых остались только двое жителей села: Антанас Рауделюнас и мать Завистоновича Юзефа.

## Жертвы
| Имя                  | Возраст |
| -------------------- | ------- |
| Йонас Барейка        | 40      |
| Марите Руткаускене   | 58      |
| Леонас Гарбатавичюс  | 58      |
| Даля Калибатене      | 48      |
| Вилюс Калибатас      | 17      |
| Ванда Рауделюнене    | 66      |
| Ядвига Врубляускене  | 76      |
| Витаутас Врубляускас | 38      |
| Зофия Врубляусайте   | 42      |

## Расследование
Результаты расследования показали, что стрельба была вызвана психическим заболеванием (хроническим бредом, похожим на шизофрению), а не политической повесткой. Завистонович имел охотничье ружье с 1975 года, разрешения периодически продлевались. В рамках процесса восстановления Завистоновичу пришлось пройти обследование у психиатра. Ни один из психиатров, обследовавших Завистоновича, ничего подозрительного не заметил, что вызвало много споров.
Позже выяснилось, что в 1985 году Завистонович был направлен и обследован Вильнюсской психиатрической больницей. Также его третья жена дала показания, в которых описала его болезненную ревность и манию преследования. Родственники Завистоновича также замечали у него различные симптомы с 1978 года, которые связывали с пережитой им автомобильной аварией.
В связи с этим прокуратура изучила возможность обвинения семи врачей, подписавших разрешение на ношение оружия Завистоновича, в халатности. Однако было установлено, что без централизованной базы данных они не могли знать о прохождении Завистоновичом психиатрической больницы, а на людях его симптомы маскировались и контролировались достаточно хорошо, чтобы пройти краткое обследование без подозрений.

## Реакция
Правительство Литвы опасалось, что стрельба была политически мотивирована и могла спровоцировать дальнейшее насилие т.к. стрельба произошла накануне 80-летия Акта о независимости Литвы. Также Завистонович был представителем польского меньшинства в Литве, у которого были напряженные отношения с литовским правительством (его жертвами были литовцы). 
Премьер-министр Гедиминас Вагнорюс объявил о создании специальной комиссии для расследования обстоятельств преступления, а пресс-секретарь президента Литвы Альгирдас Бразаускас пытался убедить СМИ отложить выпуск новостей до отъезда президента Польши Александра Квасьневского с торжеств в Вильнюсе. Министр внутренних дел Видмантас Жямелис был отправлен лично передать правительственные соболезнования.
Правительство оплатило похороны жертв. На похоронах семьи Калибатис в Салининкай присутствовали многие высокопоставленные лица, в том числе министр национальной обороны Чесловас Станкявич, члены Сейма и офицеры литовской армии.